# Mauston
Mauston ist eine Stadt (mit dem Status „City“) und Verwaltungssitz des Juneau County im US-amerikanischen Bundesstaat Wisconsin. Im Jahr 2010 hatte Mauston 4423 Einwohner.

## Geografie
Mauston liegt im südwestlichen Zentrum Wisconsins beiderseits des Lemonweir River, der über den Wisconsin River zum Stromgebiet des Mississippi gehört.  
Die geografischen Koordinaten von Mauston sind 43°47′50″ nördlicher Breite und 90°04′38″ westlicher Länge. Das Stadtgebiet erstreckt sich über eine Fläche von 12,41 km², die sich auf 11,37 km² Land- und 1,04 km² Wasserfläche verteilen. 
Nachbarorte von Mauston sind Necedah (26,5 km nördlich), Lemonweir (5,5 km ostsüdöstlich), Lyndon Station (18,9 km südöstlich), Wonewoc (21,8 km südwestlich), Elroy (20 km westsüdwestlich) und New Lisbon (12,3 km nordwestlich).
Die nächstgelegenen größeren Städte sind Green Bay am Michigansee (218 km ostnordöstlich), Wisconsins größte Stadt Milwaukee (222 km ostsüdöstlich), Wisconsins Hauptstadt Madison (116 km südsüdwestlich), La Crosse (114 km westlich) und Eau Claire (172 km nordwestlich).

## Verkehr
Die Interstate Highways 90 und 94 verlaufen auf einem gemeinsamen Streckenabschnitt entlang der nordöstlichen Stadtgrenze. Im Stadtzentrum trifft der U.S. Highway 12 und die Wisconsin State Highways 16, 58 und 82 aufeinander. Alle weiteren Straßen sind untergeordnete Landstraßen, teils unbefestigte Fahrwege sowie innerörtliche Verbindungsstraßen.
Durch das Stadtgebiet verläuft für den Frachtverkehr eine Strecke der Canadian Pacific Railway (CPR).
Mit dem Mauston-New Lisbon Union Airport befindet sich 8,4 km nordwestlich ein kleiner Flugplatz. Die nächsten Verkehrsflughäfen sind der Dane County Regional Airport in Madison (113 km südöstlich) und der Milwaukee Mitchell International Airport in Milwaukee (237 km ostsüdöstlich).

## Geschichte
Das Entstehen der Stadt geht auf die Holzindustrie im Wisconsin des 19. Jahrhunderts zurück. Die 1887 inkorporierte Stadt wurde nach dem Gründer Milton M. Maugh zuerst Maughs Town benannt, aus dem sich der heutige Name allmählich entwickelte.

## Bevölkerung
Nach der Volkszählung im Jahr 2010 lebten in Mauston 4423 Menschen in 1779 Haushalten. Die Bevölkerungsdichte betrug 389 Einwohner pro Quadratkilometer. In den 1779 Haushalten lebten statistisch je 2,25 Personen. 
Ethnisch betrachtet setzte sich die Bevölkerung zusammen aus 92,8 Prozent Weißen, 2,6 Prozent Afroamerikanern, 1,2 Prozent amerikanischen Ureinwohnern, 0,7 Prozent Asiaten sowie 0,7 Prozent aus anderen ethnischen Gruppen; 2,0 Prozent stammten von zwei oder mehr Ethnien ab. Unabhängig von der ethnischen Zugehörigkeit waren 3,5 Prozent der Bevölkerung spanischer oder lateinamerikanischer Abstammung. 
22,3 Prozent der Bevölkerung waren unter 18 Jahre alt, 60,6 Prozent waren zwischen 18 und 64 und 17,1 Prozent waren 65 Jahre oder älter. 49,9 Prozent der Bevölkerung war weiblich.
Das mittlere jährliche Einkommen eines Haushalts lag bei 43.343 USD. Das Pro-Kopf-Einkommen betrug 21.963 USD. 13,7 Prozent der Einwohner lebten unterhalb der Armutsgrenze.